# Barreau
Il barreau è l'ordine professionale degli avvocati nei paesi francofoni. È un organismo professionale, amministrativo e giurisdizionale di difesa e di regolamentazione della professione degli avvocati.
In Francia, c'è un barreau presso ogni "tribunal de grande instance". Il suo bâtonnier (presidente), avvocato eletto dai suoi colleghi, è incaricato della disciplina della professione di avvocato. Il "Conseil national des barreaux" è incaricato di rappresentare la professione di avvocato onorevolmente presso i poteri pubblici, di unificare le regole e gli usi della professione e di organizzare la formazione.